# Deborah Acquah
Deborah Acquah (* 23. Mai 1996 in Prestea) ist eine ghanaische Leichtathletin, die im Weit- und Dreisprung an den Start geht.

## Sportliche Laufbahn
Erste internationale Erfahrungen sammelte Deborah Acquah 2016 bei den Afrikameisterschaften in Durban, bei denen sie mit einer Weite von 12,70 m den siebten Platz im Dreisprung belegte. 2019 gewann sie bei den Afrikaspielen in Rabat mit 6,37 m die Silbermedaille im Weitsprung hinter der Nigerianerin Ese Brume und belegte mit der ghanaischen 4-mal-100-Meter-Staffel in 47,24 s Rang acht. 2022 steigerte sie den ghanaischen Landesrekord in den Vereinigten Staaten auf 6,83 m und qualifizierte sich damit für die Weltmeisterschaften in Eugene, bei denen sie mit 6,46 m in der Qualifikationsrunde ausschied. Anschließend steigerte sie sich bei den Commonwealth Games in Birmingham auf 6,94 m und gewann damit die Bronzemedaille hinter der Nigerianerin Brume und Brooke Buschkuehl aus Australien. Im Jahr darauf konnte sie verletzungsbedingt kaum Wettkämpfe bestreiten und schied im August bei den Weltmeisterschaften in Budapest mit 6,50 m in der Qualifikationsrunde aus.

## Persönliche Bestzeiten
- Weitsprung: 6,94 m (+1,8 m/s), 7. August 2022 in Birmingham (ghanaischer Rekord)
  - Weitsprung (Halle): 6,65 m, 23. Januar 2021 in College Station (ghanaischer Rekord)
- Dreisprung: 14,13 m (+1,7 m/s), 15. Mai 2021 in College Station
  - Dreisprung (Halle): 14,27 m, 13. März 2021 in Fayetteville (ghanaischer Rekord)